# 650 Amalasuntha
Amalasuntha (asteroide 650) é um asteroide da cintura principal, a 2,0087335 UA. Possui uma excentricidade de 0,1831562 e um período orbital de 1 408,54 dias (3,86 anos).
Amalasuntha tem uma velocidade orbital média de 18,99332882 km/s e uma inclinação de 2,55585º.
Este asteroide foi descoberto em 4 de Outubro de 1907 por August Kopff.